# 위르
위르(카탈루냐어: Ur)는 프랑스 남부 피레네조리앙탈주에 위치한 코뮌이다. 스페인 본토와 스페인의 월경지인 이비아 사이에 있는 도시이다.

## 지리
마을의 명칭은 839년 위르 (Hur)라는 이름으로 문헌에 처음 언급되었다. 피레네산맥 일대 지명으로 자주 볼 수 있는 인도유럽조어 어근 'Ur-Or-Ar'에서 파생된 것으로, 샘이나 강이 있는 곳을 의미한다. 특히 선켈트어 어근 *Ur-는 현대 바스크어로 '물'을 뜻한다. 현지 민속에도 불구하고, 성서에 언급된 도시 국가인 우르와의 알려진 연관성은 없다.
위르는 피레네조리앙탈주 남부 프라드 아롱디스망과 레피레네카탈란 캉통에 속해 있다. 철도역으로 위르레제스칼드역 (Ur-Les Escaldes)이 있으며 빌프랑슈드콩플랑과 라투르드카롤까지 연결된다.

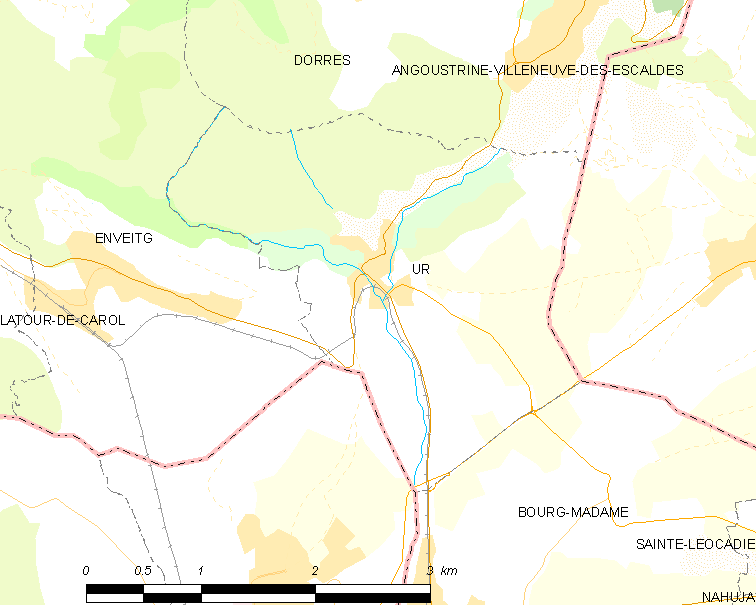
유흐와 주변 코뮌 지도

## 인구
| 연도        | 인구 | ±% p.a. |
| ----------- | ---- | ------- |
| 1968        | 256  | —       |
| 1975        | 272  | +0.87%  |
| 1982        | 260  | −0.64%  |
| 1990        | 269  | +0.43%  |
| 1999        | 308  | +1.52%  |
| 2007        | 332  | +0.94%  |
| 2012        | 353  | +1.23%  |
| 2017        | 363  | +0.56%  |
| 출처: INSEE |      |         |

## 같이 보기
- 피레네조리앙탈주의 코뮌 목록